# Брайан (округ, Джорджия)
Бра́йан (англ. Bryan County) — округ штата Джорджия, США. Население округа на 2000 год составляло 23417 человек. Административный центр округа — город Пемброк.

## История
Округ Брайан основан в 1793 году.

## География
Округ занимает площадь 1144.8 км2.

## Демография
Согласно Бюро переписи населения США, в округе Брайан в 2000 году проживало 23417 человек. Плотность населения составляла 20.5 человек на квадратный километр.